# (100445) Pisa
(100445) Pisa es un asteroide perteneciente al cinturón de asteroides, descubierto el 12 de septiembre de 1996 por Silvano Casulli desde el Observatorio de Colleverde, Colleverde, Italia.

## Designación y nombre
Designado provisionalmente como 1996 RA4. Debe su nombre a la ciudad italiana de Pisa.

## Características orbitales
Pisa está situado a una distancia media del Sol de 2,167 ua, pudiendo alejarse hasta 2,617 ua y acercarse hasta 1,717 ua. Su excentricidad es 0,207 y la inclinación orbital 5,205 grados. Emplea 1165 días en completar una órbita alrededor del Sol.

## Características físicas
La magnitud absoluta de Pisa es 16,6.